# Шуневич Мар'ян Васильович
Мар'я́н Васи́льович Шуне́вич (нар. 9 вересня 1946, с. Голосковичі) — український естрадний співак, Заслужений артист УРСР (1989), Народний артист України (2010). Соліст Львівської обласної філармонії.

## Життєпис
Мар'ян Шуневич народився 9 вересня 1946 року в с. Голосковичі, Бродівського району (нині — Золочівського району, Львівської області.
У 1972 році закінчив музично-педагогічний факультет (нині — Навчально-науковий інститут музичного мистецтва) Дрогобицького педагогічного інституту та 1978 року вокальне відділення Львівську консерваторію (клас В. Кобржицького). Під час навчання в Дрогобичі брав участь в студентському естрадному ансамблі «Веселка» (керівник Яцків Орест Васильович).
У 1979-1991 роках соліст ВІА «Ватра» Львівської обласної філармонії. За певний час розпочав сольну кар’єру. Тривалий час виступав в дуеті «Не забудь» з Ольгою Щербаковою.
Наприкінці 1980-х років він разом із Ігорем Кушплером та Лідією Михайленко створив тріо «Світлиця». Виконували народні й сучасні українські пісні. На початку 1990-х років з гастролями об'їздили Канаду, США, Бразилію, Аргентину.
З 1989 року — Заслужений артист УРСР. Указом Президента України № 128 від 8 лютого 2010 року, за вагомий особистий внесок у соціально-економічний та культурний розвиток України, високий професіоналізм та багаторічну сумлінну працю, Шуневичу Мар'яну Васильовичу надано почесне звання Народний артист України.
Мешкає та працює у Львові.

## Творчість
Виконавець пісень:
- «Пою коні при Дунаю» (С. Людкевич, Ю. Федькович);
- «Перший сніг» (І. Білозір, Б. Стельмах);
- «Місяць на небі» (народна пісня);
- «Перейди дорогу» (О. Сердюк, М. Міщенко);
- «Новорічна» (І. Білозір, М. Міщенко);
- «Ой ти, дівчино, з горіха зерня» (А. Кос–Анатольський, І. Франко);
- «Кедь ми прийшла карта» (народна пісня);
- «Карпатські солов’ї» (В. Камінський, Р. Кудлик);
- «Я — твоє крило» (В. Івасюк, Р. Кудлик);
- «Не забудь» (Б. Янівський, Б. Стельмах);
- «Вічний вогонь» (І. Білозір, В. Крищенко) та багатьох інших.